# Campeonato Russo de Futebol de 2009 - Segunda Divisão
O Campeonato Russo de Futebol - Segunda Divisão de 2009 foi o décimo oitavo torneio desta competição. Participaram vinte equipes. O nome do campeonato era "Primeira Divisão" (Perváia Divizion), dado que a primeira divisão era a "Liga Premier". O campeão e o vice são promovidos e seis são rebaixados para a terceira divisão.

## Participantes
| Equipe                       | Cidade            | Região                   | No ano anterior                                                    | Estádio                        | Capacidade | Títulos                     | Participações |
| ---------------------------- | ----------------- | ------------------------ | ------------------------------------------------------------------ | ------------------------------ | ---------- | --------------------------- | ------------- |
| FC SKA-Energiya Khabarovsk   | Khabarovsk        | Krai de Khabarovsk       | Oitavo Lugar                                                       | Estádio Lênin                  | 15.200     | 0 (não possui)              | 10            |
| FC Anji Makhachkala          | Mahackala         | Daguestão                | Sexto Lugar                                                        | Estádio Dínamo                 | 15.200     | 1 (1999)                    | 10            |
| FC KAMAZ Naberejnye Chelny   | Naberejnye Chelny | Tartaristão              | Terceiro Lugar                                                     | Estádio KAMAZ                  | 10.000     | 1 (1992 Zona Central)       | 8             |
| FC Ural Sverdlovskaya Oblast | Ecaterimburgo     | Oblast de Sverdlovsk     | Quarto Lugar                                                       | Estádio Central                | 30.000     | 0 (não possui)              | 7             |
| FC Sibir Novosibirsk         | Novosibirsk       | Oblast de Novosibirsk    | Décimo Quarto Lugar                                                | Estádio Spartak                | 12.500     | 0 (não possui)              | 9             |
| FC Alania Vladikavkaz        | Vladikavkaz       | Ossétia do Norte-Alânia  | Décimo Lugar                                                       | Estádio Republicano do Spartak | 32.464     | 0 (não possui)              | 4             |
| FC Baltika Kaliningrado      | Kaliningrado      | Oblast de Kaliningrado   | Sétimo Lugar                                                       | Estádio Baltika                | 14.000     | 1 (1995)                    | 12            |
| FC Salyut Belgorod           | Belgorod          | Oblast de Belgorod       | Décimo Segundo Lugar                                               | Estádio Salyut                 | 12.000     | 0 (não possui)              | 4             |
| FC Nosta Novotroitsk         | Novotroitsk       | Oblast de Oremburgo      | Quinto Lugar                                                       | Estádio Metallurg              | 10.000     | 0 (não possui)              | 4             |
| FC Chernomorets Novorossisk  | Novorossisk       | Krai de Krasnodar        | Nono Lugar                                                         | Estádio Trud                   | 12.500     | 2 (1993 (Zona Oeste), 1994) | 7             |
| FC Vityaz Podolsk            | Podolsk           | Oblast de Moscovo        | Décimo Primeiro Lugar                                              | Estádio Avangard               | 4.500      | 0 (não possui)              | 2             |
| FC Shinnik Iaroslavl         | Iaroslavl         | Oblast de Iaroslavl      | Rebaixado do Campeonato Russo de Futebol de 2008                   | Estádio Shinnik                | 22.000     | 2 (2001, 2007)              | 6             |
| FC Luch-Energiya Vladivostok | Vladivostok       | Krai do Litoral          | Rebaixado do Campeonato Russo de Futebol de 2008                   | Estádio Dínamo                 | 10.500     | 2 (1992 (Zona Leste), 2005) | 8             |
| FC Krasnodar                 | Krasnodar         | Krai de Krasnodar        | Acesso pelo Campeonato Russo de Futebol de 2008 - Terceira Divisão | Estádio Kuban                  | 32.000     | 0 (não possui)              | 1             |
| FC Volgar Gazprom Astracã    | Astracã           | Oblast de Astracã        | Acesso pelo Campeonato Russo de Futebol de 2008 - Terceira Divisão | Estádio Central                | 21.500     | 0 (não possui)              | 7             |
| FC Lokomotiv Chita           | Chita             | Krai de Zabaykalsky      | Acesso pelo Campeonato Russo de Futebol de 2008 - Terceira Divisão | Estádio Lokomotiv              | 12.500     | 0 (não possui)              | 15            |
| FC Metallurg Lipetsk         | Lipetsk           | Oblast de Lipetsk        | Acesso pelo Campeonato Russo de Futebol de 2008 - Terceira Divisão | Estádio Metallurg              | 14.000     | 0 (não possui)              | 9             |
| FC Volga Níjni Novgorod      | Níjni Novgorod    | Oblast de Níjni Novgorod | Acesso pelo Campeonato Russo de Futebol de 2008 - Terceira Divisão | Estádio Lokomotiv              | 17.856     | 0 (não possui)              | 1             |
| FC Níjni Novgorod            | Níjni Novgorod    | Oblast de Níjni Novgorod | Acesso pelo Campeonato Russo de Futebol de 2008 - Terceira Divisão | Estádio do Norte               | 3.180      | 0 (não possui)              | 1             |
| FC MVD Rossii                | Domodedovo        | Oblast de Moscovo        | Acesso pelo Campeonato Russo de Futebol de 2008 - Terceira Divisão | Estádio Avangard               | ---        | 0 (não possui)              | 1             |

## Regulamento
O campeonato foi disputado no sistema de pontos corridos em turno e returno. Ao final, o campeão e o vice eram promovidos para o Campeonato Russo de Futebol de 2010 e cinco equipes eram rebaixadas diretamente para o Campeonato Russo de Futebol de 2010 - Terceira Divisão.

## Resultados do Campeonato
Anji foi o campeão; junto com o vice e o terceiro lugar, Sibir e Alânia, foi promovido para a primeira divisão russa.

Lokomotiv de Chita, Nosta, Chernomorets, Metallurg de Lipetsk e MVD Rossii foram rebaixados para a terceira divisão russa.

Vityaz Podolsk se licenciou no meio do campeonato e também foi rebaixado.

## Campeão
| Campeão Russo da Segunda Divisão de 2009 |
| ---------------------------------------- |
| FC Anji Makhachkala 2° Título            |